# Corononcodes siculus
Corononcodes siculus är en tvåvingeart som beskrevs av Mario Bezzi 1923. Corononcodes siculus ingår i släktet Corononcodes och familjen kulflugor. Inga underarter finns listade i Catalogue of Life.